# Sint-Jan ten Heere
Sint-Jan ten Heere (Zeeuws: St-Jan t'n Éere) is een buurtschap in de gemeente Veere, in de Nederlandse provincie Zeeland. De buurtschap is gelegen aan de Prelaatweg tussen Westkapelle en Aagtekerke. In vroeger tijden stond, waar nu het gehucht ligt, de commanderij Kerckwerve. Deze commanderij herbergde leden van de Souvereine Militaire Hospitaal Orde van Sint Jan van Jeruzalem, van Rhodos en van Malta en was waarschijnlijk een onderdeel van een commanderij te Middelburg. In het jaar 1317 werd het Benedictinessen-klooster Porta Coeli te Werendijke verbonden aan de commanderij.
Het klooster bestaat al lang niet meer. In het verleden is er een buitenplaats voor in de plaats gekomen. Bij deze buitenplaats lag het hof Hazenberg waar nu nog steeds een gracht en een woning met de naam “ 't Hof Hazenberg" aan herinneren.
Vanaf 1836 kwamen hier de eerste afgescheidenen van Zeeland samen. Men noemde zich Gereformeerde Gemeente Jesu Christi, die vergadert te Sint-Jan ten Heere. Van hieruit zijn de Gereformeerde Gemeenten te Middelburg, Aagtekerke en Meliskerke ontstaan.
Steden: Domburg · Veere · Westkapelle

Dorpen: Aagtekerke · Biggekerke · Dishoek · Gapinge · Grijpskerke · Koudekerke · Meliskerke · Oostkapelle · Serooskerke · Vrouwenpolder · Zoutelande

Buurtschappen: Boudewijnskerke · Buttinge · Groot Valkenisse · Hoogelande · Krommenhoeke · Mariekerke · Molembaix · Molenperk · Pitteperk · Poppendamme · Schellach (deels) · Sint-Jan ten Heere · Sint Janskerke

(Voormalige) gehuchten: Geldtienden · Klein Valkenisse · Poppekerke · Rijnsburg · Snabbeldorp · Werendijke · Woitkensdorp · Zanddijk

Zeeland: Steden en dorpen in Zeeland      Nederland: Provincies · Gemeenten